# Bass Performance Hall

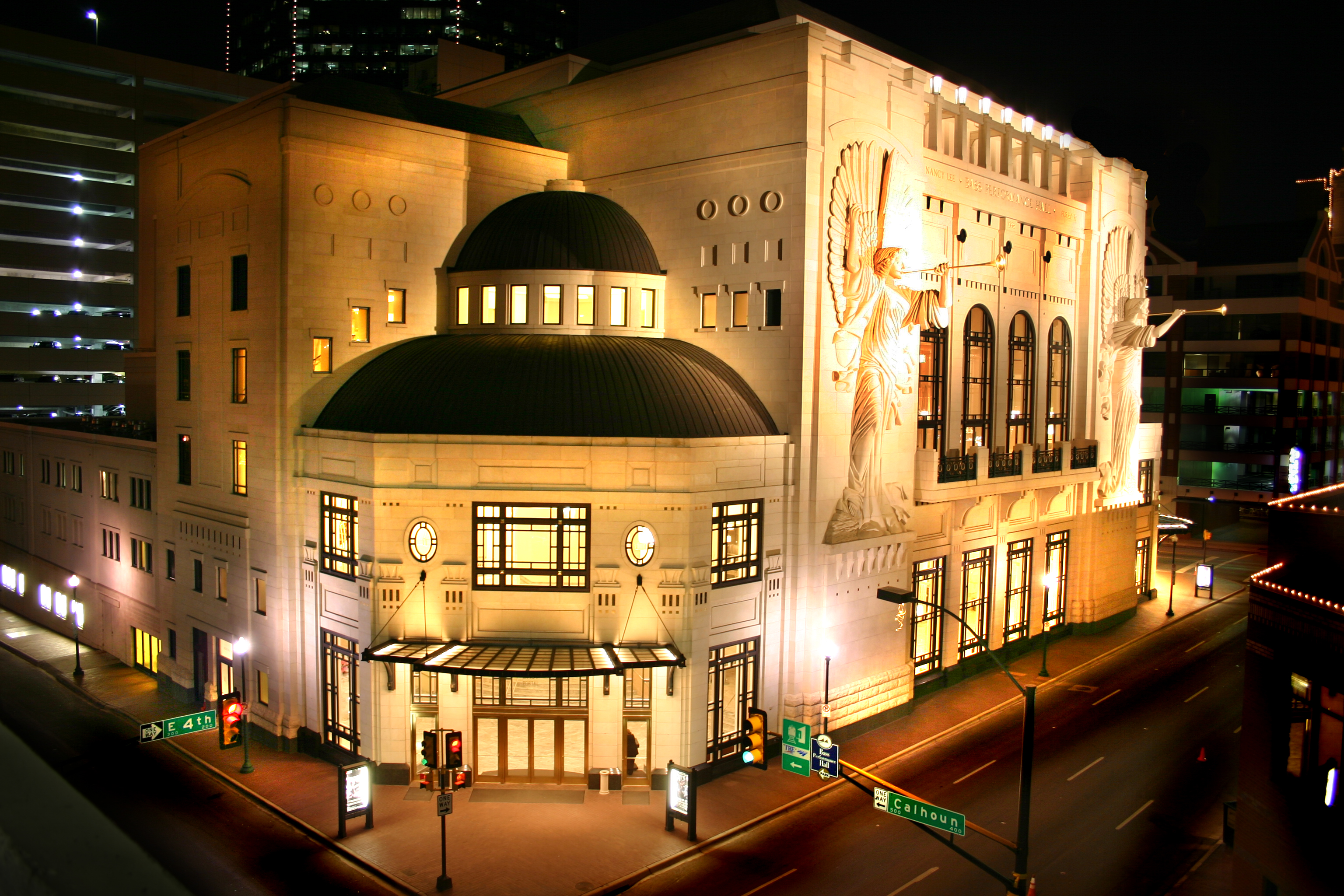
Bass Performance Hall

Le Nancy Lee and Perry R. Bass Performance Hall est une salle de spectacles située dans le centre de Fort Worth (Texas) près du square Sundance. Il occupe tout un bloc et fut inauguré en 1998. Il fut entièrement financé par des fonds privés et possède plus de 2000 places. Son architecture en pierres calcaires s'inspire des opéras européens. Il fut dessiné par David M.Schwarz/Architectural Services, Inc. Tous les quatre ans s'y déroule le Concours international de piano Van-Cliburn.